# Forti FG03
O FG03 é o modelo da Forti da temporada de 1996 da Fórmula 1. Foi guiado por Luca Badoer e Andrea Montermini.

## Resultados[1]
(legenda) 
| Ano  | Chassi | Motor       | N° | Pilotos           | 1   | 2   | 3   | 4   | 5   | 6   | 7   | 8   | 9   | 10  | 11  | 12  | 13  | 14  | 15  | 16  | Pontos | Posição  |  |
| ---- | ------ | ----------- | -- | ----------------- | --- | --- | --- | --- | --- | --- | --- | --- | --- | --- | --- | --- | --- | --- | --- | --- | ------ | -------- |  |
|      |        |             |    |                   |     |     |     |     |     |     |     |     |     |     |     |     |     |     |     |     |        |          |  |
|      |        |             |    |                   | AUS | BRA | ARG | EUR | SMR | MON | ESP | CAN | FRA | GBR | GER | HUN | BEL | ITA | POR | JPN |        |          |  |
| 1996 | FG03   | Ford EDD V8 | 22 | Luca Badoer       |     |     |     |     | 10  | Ret | NQ  | Ret | Ret | NQ  | DNP |     |     |     |     |     | 0      | NC (11º) |  |
| 1996 | FG03   | Ford EDD V8 | 23 | Andrea Montermini |     |     |     |     |     | DNS | NQ  | Ret | Ret | NQ  | DNP |     |     |     |     |     | 0      | NC (11º) |  |